# Taito Legends Power-Up
Taito Legends Power-Up è una raccolta di videogiochi classici della Taito, pubblicata per PlayStation Portable nel 2006. Simile nella struttura alle precedenti raccolte della serie Taito Legends per console casalinghe, Power-Up segna l'arrivo di questa serie su sistemi portatili.

## Giochi
Taito Legends Power-Up include 21 giochi diversi, presi dal catalogo di titoli arcade sviluppati dalla Taito. Alcuni di questi giochi erano apparsi nelle versioni di Taito Legends per console fisse, mentre altri sono esclusivi di questa raccolta. I titoli presenti sono:
| Titolo                 | Anno | Piattaforma     | Taito Legends per console fisse |
| ---------------------- | ---- | --------------- | ------------------------------- |
| Alpine Ski             | 1981 | Taito SJ System | Taito Legends 2                 |
| Balloon Bomber         | 1980 |                 | Taito Legends 2 (versione PS2)  |
| Cameltry               | 1989 |                 | Taito Legends 2                 |
| Chack'n Pop            | 1983 |                 | Taito Legends 2                 |
| Crazy Balloon          | 1980 |                 | Taito Legends 2                 |
| Elevator Action        | 1983 |                 | Taito Legends                   |
| The Fairyland Story    | 1985 |                 | Taito Legends 2                 |
| Kiki KaiKai            | 1986 |                 | Taito Legends 2                 |
| Kuri Kinton            | 1988 |                 | Taito Legends 2                 |
| The Legend of Kage     | 1985 |                 | Taito Legends 2                 |
| Lunar Rescue           | 1979 |                 | Taito Legends 2                 |
| The NewZealand Story   | 1988 |                 | Taito Legends                   |
| Phoenix                | 1980 |                 | Taito Legends                   |
| Qix                    | 1981 | Qix Hardware    | Taito Legends 2                 |
| Raimais                | 1988 |                 | Taito Legends 2                 |
| Rastan Saga            | 1987 |                 | Taito Legends                   |
| Return of the Invaders | 1985 |                 | Taito Legends                   |
| Space Chaser           | 1980 |                 | No                              |
| Space Dungeon          | 1981 |                 | No                              |
| Space Invaders         | 1978 |                 | Taito Legends                   |
| Space Invaders Part II | 1979 |                 | Taito Legends                   |

Sono incluse anche le versioni deluxe di quattro giochi: Balloon Bomber, Cameltry, Crazy Balloon e The Legend of Kage. Queste versioni presentano miglioramenti grafici e una maggiore longevità.
Taito Legends Power-Up usa la funzione condivisione di gioco della PlayStation Portable. Ognuno dei 21 giochi (solo le versioni originali) può essere trasmesso senza fili a qualunque altra PSP, incluse quelle che non possiedono il gioco completo. I giochi scaricati rimangono all'interno della memoria della PSP finché non viene spenta.

## Accoglienza
Taito Legends Power-Up ricevette recensioni miste, con un punteggio aggregato di 60.60% su GameRankings. Greg Miller di IGN diede al gioco un 7.2 su 10 (discreto) a causa della modalità multigiocatore incompleta. Jeff Gerstmann di GameSpot diede al gioco 6.5 su 10 (sufficiente) e criticò l'omissione di Bubble Bobble e Double Dragon (la licenza di quest'ultimo era stata concessa alla Technōs Japan negli Stati Uniti), oltre all'inclusione di troppe versioni di Space Invaders.